# جنتو لينكس
جِنْتُو لِينُكْس (بالإنجليزية: Gentoo Linux) هي توزيعة لينكس تعتمد نظام إدارة الحزم بورتاج (بالإنجليزية: Portage)، وخلافًا لتوزيعات البرمجيات الثنائية، يُجمَّع الشفرة المصدرية محليًا وفقًا لتفضيلات المستخدم، وغالبًا ما تُحسَّن خصيصًا لنوع الحاسوب المحدد. توفر جنتو ثنائيات مُجمَّعة مُسبقًا لبعض الحزم. تعمل جنتو على مجموعة واسعة من معماريات المعالجات.
صُمِّم نظام إدارة الحزم في جنتو ليكون تركيبيًا، ومُحمَّلًا، وسهل الصيانة، ومرنًا. تصف جنتو نفسَها بأنها توزيعة وصفية (بالإنجليزية: meta-distribution) نظرًا لقابليتها العالية للتكيف؛ إذ إن لدى غالبية مستخدميها تكويناتٍ ومجموعاتٍ من البرمجيات المثبتة تكون فريدةً من نوعها لذلك النظام وللتطبيقات التي يستخدمونها.
سُمِّيت جنتو لينكس نسبة إلى بطريق جنتو، وهو أسرع أنواع البطاريق سباحة، واختير هذا الاسم ليعكس ما يمكن تحقيقه من تحسينات في السرعة ناتجة عن عملية التحسين المخصصة لكل جهاز، وهي ميزة رئيسة في جنتو.

## التاريخ
نشأت توزيعة جنتو لينكس في البداية على يد دانيال روبنز باسم «إينوك لينكس» (بالإنجليزية: Enoch Linux)، وكانت فلسفة تصميمها تقوم على الثنائيات المُجمَّعة مُسبقًا، والمُعدَّة خصيصًا للعتاد، والتي اقتصرت على تضمين البرمجيات الضرورية فقط. وُزِّعَ إصدار واحد على الأقل من إينوك تحت ذلك الاسم، وهو الإصدار 0.75 في ديسمبر/كانون الأول عام 1999. يمكن العثور على إصدار أقدم يحمل اسم «إينوك 0.5» على القرص المدمج المُرفَق بعدد شهر أغسطس/آب عام 1999 من مجلة الحاسوب الدنماركية «آلت أوم داتا» (بالدنماركية: Alt om Data).
أجرى دانيال روبنز والمساهمون الآخرون تجارب على تفرعٍ من مجموعة مصرفات جنو (GCC) يُعرف باسم EGCS، والذي طورته شركة سيغنس سولوشنز (بالإنجليزية: Cygnus Solutions)، وعند هذه النقطة، أُعيدت تسمية «إينوك» ليصبح «جنتو لينكس»، وقد أُدمِجَت التعديلات التي أُجريت على EGCS في نهاية المطاف ضمن الإصدار الرسمي من GCC (الإصدار 2.95)؛ واستفادت جنتو وغيرها من توزيعات لينكس من زيادات مماثلة في السرعة.
أوقف روبنز تطوير جنتو وتحوَّل إلى نظام فري بي إس دي لعدة أشهر بعد مواجهته مشكلاتٍ مع علة برمجية في نظامه الخاص، ليقول لاحقًا: «لقد قررتُ إضافة العديد من ميزات فري بي إس دي لنجعل نظام البناء التلقائي لدينا (والذي يُدعى الآن بورتاج) نظامَ منافذٍ (ports) حقيقيًا من الجيل التالي».
أُصدِرَ جنتو لينكس 1.0 في الحادي والثلاثين من مارس/آذار عام 2002. في عام 2004 أسس روبنز «مؤسسة جنتو» (بالإنجليزية: Gentoo Foundation) غير الربحية، ونقل إليها جميع حقوق النشر والعلامات التجارية، وتنحى عن منصب كبير مهندسي المشروع.
يتألف مجلس الأمناء الحالي من خمسة أعضاء أُعلِن عنهم (عقب انتخابات) في الثاني من مارس/آذار عام 2008. يُشرف «مجلس جنتو» (بالإنجليزية: Gentoo Council) المكوَّن من سبعة أعضاء على المسائل والسياسات التقنية المتعلقة بالمشروع. يُنتخب أعضاء مجلس جنتو سنويًا لفترة تمتد لعام واحد من قِبَل مطوري جنتو النشطين، وعندما يتقاعد أحد أعضاء المجلس يُنتخب خليفته بتصويتٍ من أعضاء المجلس الحاليين.
مؤسسة جنتو هي شركة محلية غير ربحية مُسجَّلة في ولاية نيومكسيكو، وفي أواخر عام 2007 أُلغي ترخيص المؤسسة، ولكن بحلول مايو/أيار عام 2008 أعلنت ولاية نيومكسيكو أن «مؤسسة جنتو المحدودة» (بالإنجليزية: Gentoo Foundation, Inc.) قد استعادت وضعها القانوني السليم وأصبح بإمكانها مزاولة أعمالها.
غادر مبتكر جنتو دانيال روبنز المشروع في عامي 2004 و 2007 بسبب خلافات مع المطورين الآخرين.